# Бамбукова акула бірманська
Бамбукова акула бірманська (Chiloscyllium burmensis) — рід скатів родини азійські котячі акули. Відома лише за 1 особиною, яку виловили у 1963 році поблизу Янгона. Ще недостатньо вивчена.

## Опис
загальна довжина сягає 57,5 см. Голова помірно розміру. Рот невеликий. Тулуб та хвіст стрункі. Грудні плавці короткі. Має 2 спинних плавця та 1 анальний. Усі вони розташовані близько до хвостового плавця. Перший спинний плавець знаходиться за черевними плавцями. Анальний плавець за другим спинним плавцем. Забарвлення темно-коричнього кольору.

## Спосіб життя
Тримається на глибинах до 30 м. Це бентофаг. Живиться дрібною рибою, молюсками, ракоподібними.
Це яйцекладна акула. Стосовно процесу парування та розмноження немає відомостей.

## Розповсюдження
Мешкає біля узбережжя М'янми (в горилі річки Іраваді).